# آشاغی کاراکویو (گول‌باشی)
آشاغی کاراکویو (به ترکی استانبولی: Aşağıkarakuyu) یک منطقهٔ مسکونی در ترکیه است که در گول‌باشی واقع شده‌است.